# Bart le gamin cool
Bart le gamin cool est un épisode de la série télévisée d'animation Les Simpson. Il s'agit du quinzième épisode de la trente-troisième saison et du 721e de la série.

## Synopsis
Quand Bart se lie d’amitié avec un célèbre influenceur qui possède une marque de skate ultra cool, Homer mène une rébellion de pères perdants contre eux.

## Réception
Lors de sa première diffusion, l'épisode a attiré 1,04 million de téléspectateurs.